# علم حركة النجوم المجردة
علم حركة النجوم المجردة (بالإنجليزية: Stellar kinematics)‏ في علم الفلك، هو علم حركة النجوم من دون معرفة سبب حركتها ؛ هذا بالمقارنة بعلم حركة النجوم «ديناميكا النجوم» التي يكون السبب فيها هو قوة الثقالية.عن طريق دراسة حركة نجم بالنسبة للشمس يمكن استنباط معلومات عن مصدر النجم وعمره، وكذلك معرفة تركيبة وتطور المنطقة المحيطة له في المجرة، درب التبانة.
فقد استتب في علم الفلك أن النجوم تنشأ من سحب جزيئية تسمى «منشئات النجوم». ومن بين النجوم التي تنشأ في سحابة جزيئية تكون تجمعات نجمية مفتوحة تحوي عشرات الألاف من النجوم. تنفصل النجوم في العنقود عن بعضها البعض. وتصبح النجوم التي غادرت مركز العنقود أعضاءا من تجمع نجمي. ويسمى ما بقي في العنقود النجمي «مجموعة متحركة» وهي تتحرك بأعضائها متلازمين خلال مجرة درب التبانة.

## السرعة الفضائية

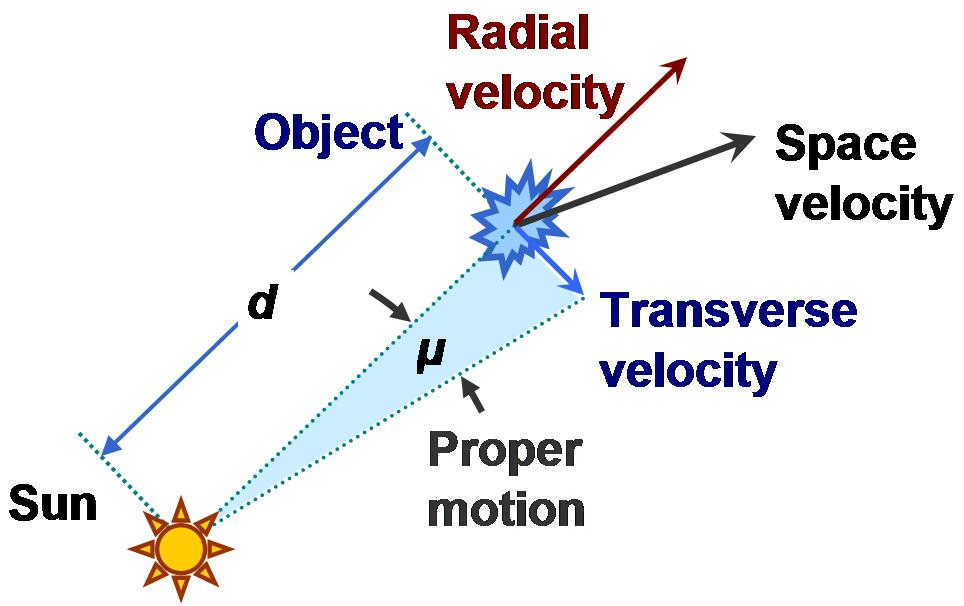
العلاقة بين الحركة الخاصة proper motion ومركبات السرعة لأحد الأجرام. عندما انطلق شعاع من النجم كان بعده عن الشمس d، وتحرك بسرعة زاوية بمعدل μ radian/s، أي μ = v_{t} / d بالسرعة v_{t} = مركبة السرعة العرضية velocity transverse بالنسبة إلى خط الرؤية من الشمس (بالتالي من المجموعة الشمسية ومن ضمنها الأرض).
(الشكل يبين أن الزاوية μ انزاحت خلال وحدة الزمن بالسرعة المماسة tangential velocity v_{t}.)

مركبة سرعة النجم في اتجاه الشمس أو المبتعدة عن الشمس تسمى سرعة شعاعية ؛ ويمكن قياسها عن طريق انزياح الطيف فيما يسمى إنزياح دوبلر. أما المركبة العرضية لسرعة النجم فهي تسمى سرعة خاصة ويمكن تعيينها عن طريق قياسها عدة مرات على فترات وتعيين مواقعها بالنسبة على نجوم خلفها أكثر بعدا عن الأرض. وبتعيين بعد نجم عنا بواسطة طريقة التزيح أو بطريقة أخرى يمكن تعيين سرعة النجم في الفضاء.
وتكون تلك السرعة هي السرعة الحقيقية للنجم بالنسبة للشمس، أو بالنسبة إلى ما يسمى المرجع المحلي المستقر local standard of rest ؛ وهو في العادة موقع الشمس التي تتبع مسارا دائريا حول مركز المجرة وسرعتها تماثل السرعات المتوسطة للنجوم المحيطة بالشمس.
وتسمى حركة الشمس بالنسبة إلى المرجع المحلي المستقر حركة الشمس الخاصة.
مركبات السرعة الفضائية في نظام الإحداثيات لمجرة درب التبانة تسمى عادة يرمز لها عادة بـ U،و V، وW وهي سرعات تعطى بوحدة كيلومتر في الثانية، وبحيث تكون السرعة U
موجبة في اتجاه مركز المجرة، والسرعة V تكون موجبة في اتجاه دورة المجرة، والسرعة W مختارة لتكون في إتجاه القطب الشمالي للمجرة.
وطبقا لهذا التعريف تكون الحركة الخاصة للشمس بالنسبة إلى المرجع المحلي المستقر، هي:
(U, V, W) = (11.1, 12.24, 7.25) km/s,)
ويمكن تقسيم النجوم في المجرة إلى جيلين، بناءا على مقدار معدنيتها أو نسب العناصر
ذات عدد ذري أكبر من الهيليوم. ومن ضمن النجوم القريبة منا فقد وجد أن الجيل I ونجومه ذات معدنية عالية فهي ذات سرعات منخفضة بالنسبة لنجوم أطول عمرا (الجيل II من النجوم). تلك النجوم الأخيرة لها مدارات بيضوية ويميل مسواها قليلا عن مستوى مجرة الدرب
التبانة.
وقد أدى مقارنة كيناماتيكا النجوم القريبة إلى التعرف على النجوم المجتمعة stellar association. وهي عادة نجوم تشترك في نقطة لأصل نشأتها في سحابة جزيئية.
.
في درب التبانة توجد ثلاثة مركبات رئيسية لكيناماتيكا النجوم: القرص، والهالة (أي الكرة الغازية المحيطة بالقرص)، والحوصلة أو الضلع. وتلك المجموعات الحركية تتعلق بأجيال النجوم في مجرة درب التبانة، بحيث أنها تشكل علاقة بين الحركة والتركيب الكيميائي ؛ أي أنها تشير إلى آليات مختلفة لتكوينها. كما يمكن تقسيم الهالة إلى هالة داخلية وهالة خارجية، حيث يكون للهالة الداخلية حركة متوافقة مع حركة القرص، بينما تكون الهالة الخارجية تتحرك بحركة تراجعية.

## نجوم تتحرك بسرعات كبيرة
طبقا للتعريف، النجم السريع هو نجم يتحرك بسرعة بين 65 كيلومتر/ الثانية إلى 100 كيلومتر/ الثانية بالنسبة لحركة النجوم الأخرى القريبة من الشمس. وتقسم الثلاثة أنواع للسرعات العالية إلى: نجوم هاربة، ونجوم الهالة، ونجوم فائقة السرعة.

### النجوم الهاربة

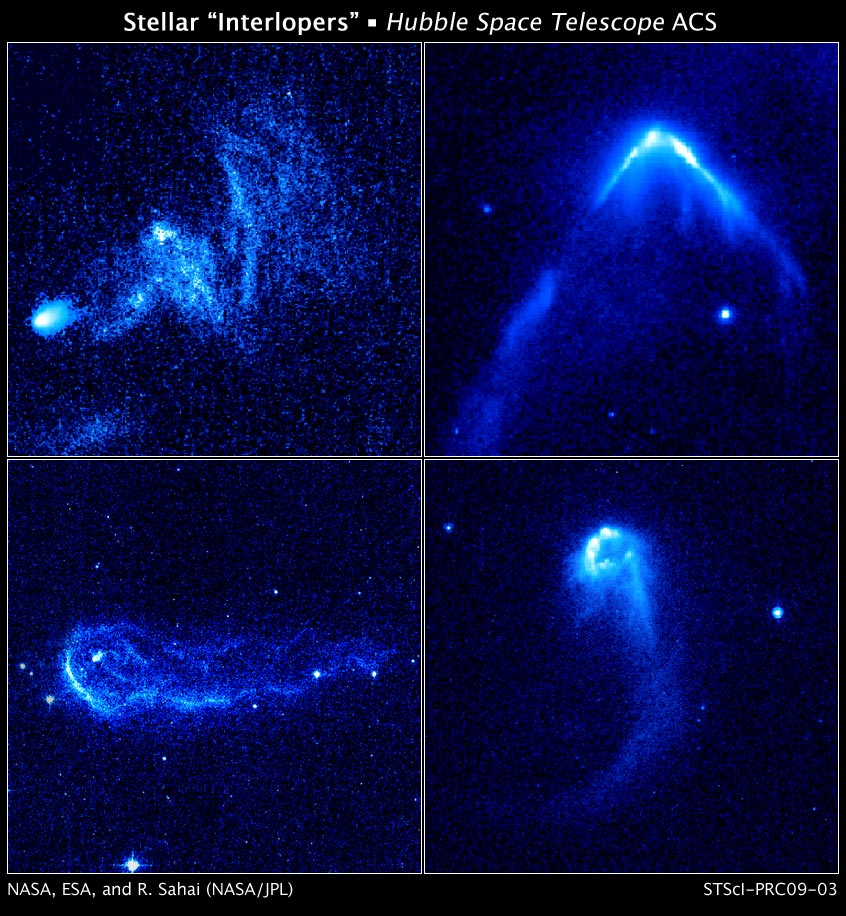
أربعة نجوم مارقة شاردة خلال غاز بين نجمي كثيف متسببة في نشأة موجات إنضغاطية مضيئة ومخلفة وراءها ذيولا من الغاز الساخن. تلك الصور هي من ضمن 14 صورة إلتقطها تلسكوب هابل الفضائي لنجوم شاردة حديثة بين أكتوبر 2005 ويوليو 2006.

النجم الهَارِب هو نجم يتحرك في الفضاء بسرعة عالية غير عادية بالمقارنة بما يحيطه من وسط بين نجمي. وتكون الحركة الخاصة للنجم الهارب عادة متجهة بعيدا عن التجمع النجمي، الذي كان النجم الهارب عضوا فية قبل أن يُدفع خارجها.
توجد آليتان يمكنها التسبب في شرود نجم:
- الألية الأولى هو تقابل بين نظامين ثنائيين وعن طريق الخلخلة بينهما فيمكن شرود نجم منها بسرعة كبيرة.
- في الآلية الثانية : حدوث انفجار مستعر أعظم في نظام متعدد النجوم قد يتسبب في شرود بعض البقايا بسرعات عالية.[10][11]

ومع ان هذين الآليتين ممكنتين إلا أن علماء الفلك يرجحون آلية المستعر الأعظم حيث تشير الأرصاد إلى ذلك.
من الأمثلة على النجم الهارب نجد AE Aurigae و53 Arietis وMu Columbae، وكلهم يباعدون عن بعضهم البعض بسرعات تفوق 100 كيلومتر في الثانية (بالمقارنة بحركة الشمس فهي تتحرك بسرعة 20 كيلومتر /الثانية في المجرة بالمقارنة بمتوسط سرعة المحيط). وبتتبع حركتهم سابقا نجدهم يلتقون عند نقطة قريبة من سديم الجبار قبل نحو 2 مليون سنة.
وتشير الأرصاد إلى أن حلقة برنارد ما هي إلا بقايا مستعر تسبب في شرود نجوم أخرى.
مثال آخر نجده في الجرم السماوي الذي يصدر أشعة إكس وهو فيلا اكس-1، حيث تشير تحليلات التقنية الرقمية للصور وجود موجة صدمية فائقة.

### نجوم الهالة
النجوم السريعة تكون عادة نجوم عتيقة لا تشترك مع الشمس في حركتها ولا مع معظم النجوم القريبة من الشمس حيث تتحرك الشمس والنجوم المجاورة في مدارات دائرية حول مركز المجرة. وتتحرك النجوم السريعة في مدارات بيضوية وليست دائرية مما يجعلهم يبتعدون إلى خارج مستوى اجرة درب التبانة. ومع أن سرعتهم المدارية لا تختلف عن سرعة دوران الأرض حول مركز المجرة إلا أن اختلاف مساراتهم ينشأ من سرعاتهم النسبية السريعة.
أمثلة على ذلك نجدها في نجوم الهالة وحركتهم خلال قرص المجرة بزوايا حادة. ومن ضمن تلك النجوم القريبة نجد نجم كابتين ذو السرعة العالية، وهو أحد 45 نجما قريبين من الشمس. وتبلغ السرعة الشعاعية للنجم كبيرة −245 كيلومتر/الثانية، وتبلغ مركبات سرعته الفضائية U = 19 km/s،و V = -288 km/s، وW = -52 km/s.

### نجوم فائقة السرعة
نجوم السرعات الفائقة هي نجوم تفوق سرعاتها سرعات النجوم المعتادة في المجرة. وقد تصل سرعة تلك النجوم إلى سرعات تجعلها تغادر المجرة.
.
النجوم في المجرة تكون سرعاتها في العادة حول 100 كيلومتر في الثانية، بينما تصل سرعات النجوم الفائقة السرعة (وهي عادة تكون قريبة من مركز المجرة) إلى نحو 1000 كيلومتر في الثانية.
العاديات هي نجوم قديمة جدا تتحرك بسرعة عالية لا تشارك الشمس ومعظم النجوم المجاورة في حركتها،
تتحرك بسرعة أكبر من 65 كم / ثانية إلى 100 كلم / ثانية وفقا لمتوسط حركة النجوم المجاورة للشمس، وليس لهذه النجوم عموما نفس اتجاه الحركة في الفضاء مثل الشمس في حركتها حول نواة درب التبانة بل تتحرك في مدرات إهليجية كبيرة غالبا تأخذهم خارج مستوى المجرة، على الرغم من أن سرعاتها المدارية في المجرة قد لا تكون أسرع من الشمس ولكن مساراتها المختلفة تؤدي إلى السرعات النسبية العالية، تدور الشمس حول مركز درب التبانة بسرعة تيبلغ حوالي 250 كيلومتر في الثانية، وسرعة الإفلات من مجرة درب التبانة (310 كم/ث)، ولو أن نجما تعدت سرعته سرعة الإفلات فإنه يترك مجرة درب التبانة، لأن جذب النجوم الأخرى له يصبح صغيراً بدرجة لا تكفي للاحتفاظ به في المجموعة، والعاديات ليست سابقة للشمس في حركتها وإنما تبقى في الغالب خلفها، من هذه النظرة فإن تسميتها بالنجوم البطيئة يمكن أن يكون مناسباً أكثر، وحركة هذه النجوم يغلب عليها الاتجاه إلى خارج نواة المجرة أو العكس ومن ذلك يبدو واضحاً أن العاديات تدور حول درب التبانة في مدارات بيضاوية ضخمة، وربما خرجت هذه النجوم من نواة المجرة وتغطس فيها ثانية، وحتى الآن تم اكتشاف حوالي 600 عاديا.

### مصدر السرعات الفائقة
يعتقد أن النجوم ذات السرعات الفائقة تأتي من تلاقي أنظمة نجمية ثنائية مع ثقب أسود فائق موجود في مركز مجرة درب التبانة. يلتقط الثقب الأسود أحد النجمين بينما ينطلق الآخر بسرعة رهيبة. في نفس الوقت لا يعني إلتقاط أحد النجمين «ابتلاعه» وإنما قد يأخذ مدار سريع حول الثقب الأسود. ولكن هذا لا يمكن حدوثه إلا في سقوط نظام النجمين من مكان بعيد عن الثقب الأسود، بحيث يكتسبان سرعات تكفي لفرار «أحدهما» من الثقب الأسود.

## اقرأ أيضا
- نجم مارق
- حركة تراجعية
- نجم كابتين
- القاعدة أو بي 1
- مجرة قزمة الرامي
- منحني دوران مجرة
- تحرر النباض
- سرعة غريبة